# Tatta (řeka)
Tatta (rusky Татта, jakutsky Таатта nebo Дьагадьыма) je řeka v Jakutské republice v Rusku. Je dlouhá 414 km. Plocha povodí měří 10 200 km².

## Průběh toku
Pramení na Přilenské planině a teče na sever v široké dolině. Ústí zleva do Aldanu (povodí Leny).

## Vodní režim
Zdrojem vody jsou převážně sněhové srážky. Průměrný roční průtok vody činí pouhých 5 m³/s. Promrzá až do dna od prosince do dubna. V létě v suchých letech vysychá. Zamrzá v říjnu a rozmrzá v květnu.